# ناکائه چومین
(به ژاپنی: ناکائه)
ناکائه چومین (به ژاپنی: 中江 兆民 Nakae Chōmin); ۸ دسامبر ۱۸۴۷ – ۱۳ دسامبر ۱۹۰۱) روزنامه‌نگار، سیاستمدار اهل ژاپن بود.